# Taborda (Schauspieler)

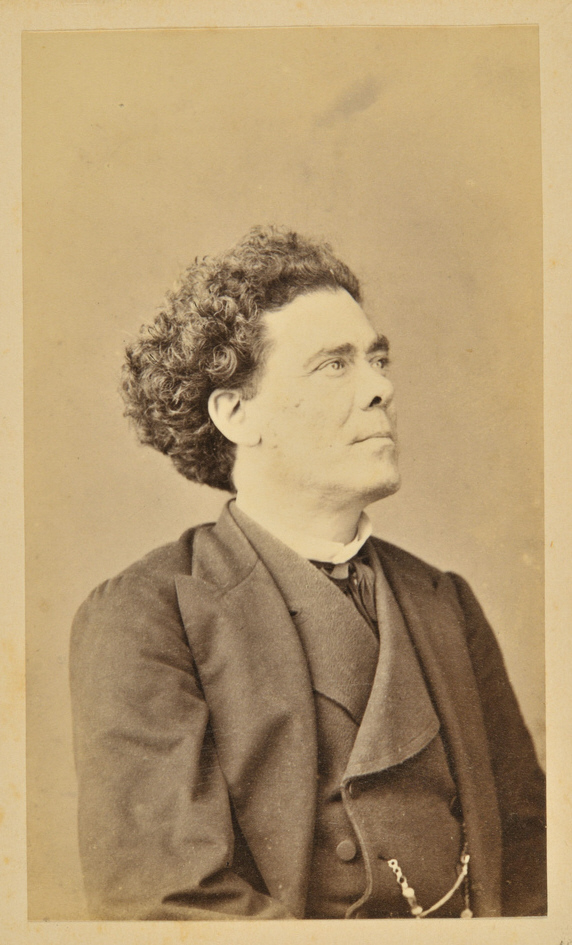
Taborda in seinen besten Jahren

Francisco Alves da Silva Taborda (* 8. Januar 1824 in Abrantes, Portugal; † 5. März 1909 in Lissabon, Portugal) war ein portugiesischer Schauspieler. Er wurde „König des portugiesischen Vaudeville“ sowie „König der portugiesischen Operette“ genannt. Er feierte in Portugal und Brasilien Erfolge, die noch heute legendär sind. Taborda war einer der ersten Schauspieler in Europa, nach dem schon zu Lebzeiten ein Theater benannt wurde.

## Leben
Taborda wurde in Abrantes geboren. Mit 10 Jahren zog er mit seiner Familie nach Lissabon, wo er eine Ausbildung als Drucker und Schriftsetzer begann. Sein Lehrherr, ein philanthropisch eingestellter Mann, schenkte der Berufsschule ein kleines Theater, an dem Taborda 1846 seine ersten Schritte als Schauspieler machte. Er spielte in einem Stück, das sein Lehrer geschrieben hatte, eine Hauptrolle und fand Geschmack am Theater. Der französische Lehrer Emile Doux, der in Lissabon an der Berufsschule unterrichtete, schrieb für die Jugendlichen und jungen Erwachsenen diverse Stücke, die er auch als Regisseur und Intendant des Theaters förderte. Seinen ersten Auftritten am Teatro de Ginasio (dem Jugendtheater der Berufsschule) schloss sich eine Bühnenkarriere an, die 55 Jahre dauern sollte.
Als Schauspieler war Taborda sehr vielseitig: er konnte hervorragend singen, was ihm Rollen in Operetten, Vaudevilles und Singtheatern einbrachte. So spielte er etwa die männliche Hauptrolle in Jacques Offenbachs Die Großherzogin von Gerolstein in Lissabon. Aber auch als Komödiant, Volksschauspieler und in tragischen und melodramatischen Rollen konnte er sein ganzes Können zeigen. Er spielte zumeist in portugiesischen Werken wie A marquesa, Sr. Procopio Baeta, A princesa trelizonda, O chanela de cantadora (Die Hausschuhe der Sängerin) oder Os tagarelos (Die Schwätzer).
Auf Empfehlung des Prinzgemahls von Portugal, des Deutschen Dom Fernando II., gastierte er an französischen Theatern in Paris und anderen Städten in Haupt- und Nebenrollen. In Lissabon und Paris war er als Molière-Darsteller in Der Menschenfeind und in Der eingebildete Kranke erfolgreich.
In Portugal war er neben Lissabon als festes Ensemblemitglied in Theatern in Porto, Santarèm und Leiria tätig. An Portugals bedeutendstem Theater, dem Teatro Dona Maria da Gloria in Lissabon, feierte er große Erfolge. Vor allem in Stücken der Midosi-Familie, Paulo Midosi (Pai) und Paulo Midosi (Filho). 
Seine Tournee 1871 durch Brasilien machte ihn auch im portugiesischen „Bruderland“ zu einem gefeierten Schauspieler. Dort war er in Stücken vor allem brasilianischer Dramatiker zu sehen.
Taborda war sein Künstlername, mit dem er als Schauspieler auftrat. Für das Ausland war Taborda einfacher auszusprechen.
Hochbetagt und hochverehrt starb er mit 85 Jahren am 5. März 1909 in Lissabon.

## Rezeption

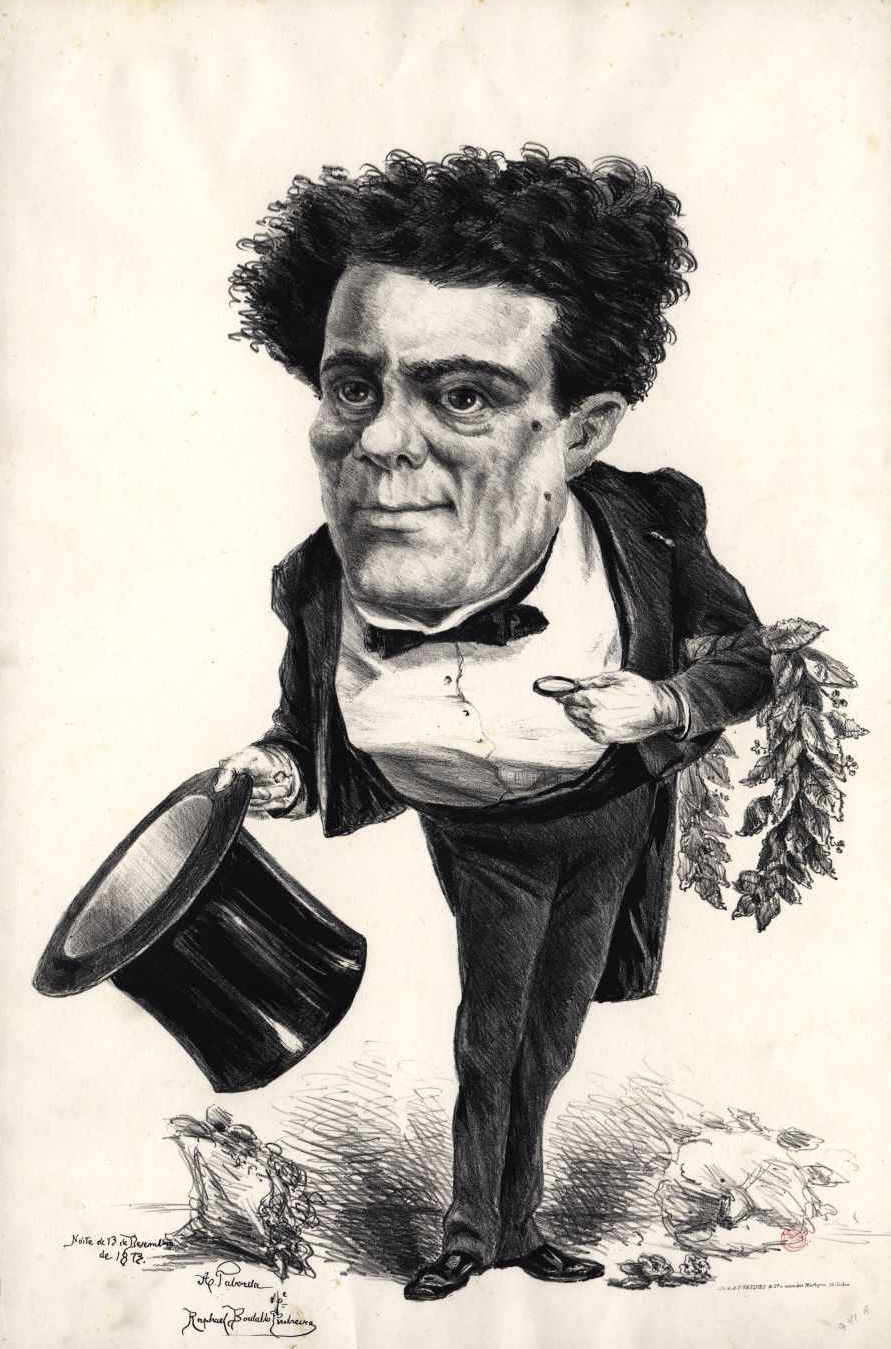
Karikatur von Taborda, gezeichnet von Rafael Bordalo Pinheiro

Taborda wird oft als der bedeutendste portugiesische Schauspieler seit Einführung des Theaters in Portugal in der Renaissance und des ersten Goldenen Zeitalter des portugiesischen Theaters in dieser Zeit genannt.
Auch Prominente konnten sich von der Kraft seines Spiels überzeugen: der in seiner Zeit bekannteste portugiesische Schriftsteller, Camilo Castelo Branco, besuchte im Teatro Sao Joao eine Vorstellung des Stückes "Miguel, o toureiro", das er lautstark beklatscht haben soll. Für Joaquim Pedro Quintela, 2. Conde de Farrobo (1823–1882), konnte er gar eine Privatvorstellung im Teatro de Laranjeira abhalten.
Die Karikatur Tabordas von Rafael Bordalo Pinheiro gilt als eine der besten Darstellungen eines portugiesischen Schauspielers.
Für seine Heimatstadt Abrantes war Taborda ein Glücksfall: er machte die Stadt über die Grenzen des Landes bekannt und gilt als berühmtester Sohn der Stadt. Schon zu Lebzeiten ehrte ihn die Stadt Lissabon 1870 mit der Gründung des Teatro Taborda. In Abrantes ist außerdem der Stadtpark nach ihm benannt; dort wurde auch eine Büste des Schauspielers aufgestellt. In Lissabon gibt es eine Straße mit seinem Namen, und eine Büste des bekannten Bildhauers António Augusto da Costa Mota (1862–1930) aus dem Jahr 1914 ist im Parque de Estrelas zu sehen.
Trotz seiner Bekanntheit in Portugal, Brasilien, Südeuropa und Frankreich gibt es keine Filmaufnahmen von Taborda, auch keine dokumentarischen.